# Zwaartepunt (biogeografie)
Met een zwaartepunt (soms ook areaalzwaartepunt of verspreidingszwaartepunt genoemd) bedoelt men in de biogeografie een specifiek gebied binnen het verspreidingsgebied van een bepaald (syn)taxon waarin het aanzienlijk meer voorkomt vergeleken met de rest van het desbetreffende verspreidingsgebied. Dikwijls bevinden de grootste (min of meer aaneengesloten) oppervlakten van terreintypen die in (of relatief dichtbij) het ecologisch optimum van het (syn)taxon liggen zich in zo'n zwaartepunt.